# Herriaren Alde
Herriaren Alde (HA, 'A favor del Pueblo') fue un partido político del País Vasco francés de ideología abertzale y de izquierdas. Se creó en 1994 por la unión de las organizaciones Patxa y Oldartzen. Aparte de su enfoque nacionalista, también hacía gran hincapié en los aspectos sociales.
El mismo año de su fundación firmó junto a Herri Batasuna, Ezkerreko Mugimendu Abertzalea y Euskal Batasuna un acuerdo de colaboración. Más tarde acabó integrándose en Abertzaleen Batasuna.
- Datos: Q9003277